# Sala KBS
La Sala KBS (en coreano: KBS홀) es una instalación que es parte de la sede central del Korean Broadcasting System (KBS) ubicada en Yeouido, Seúl, la ciudad capital del país asiático de Corea del Sur. Es propiedad de KBS, tiene una capacidad para recibir a 1824 espectadores y fue terminado de construir el 30 de abril de 1990, aunque fue inaugurado el 7 de septiembre de 1991.